# Micropachycephalosaurus hongtuyanensis
Micropachycephalosaurus hongtuyanensis es la única especie conocida del género extinto Micropachycephalosaurus (gr. "pequeño lagarto de cabeza gruesa") de dinosaurio ornitisquio ceratopsiano que vivió a finales del período Cretácico, hace aproximadamente 83 y 71 millones de años, en el Campaniense, en lo que hoy es Asia. Irónicamente, aunque es uno de los más pequeños, su nombre genérico es el más largo de los dinosaurios, con 23 letras.

## Descripción
Micropachycephalosaurus medía medio metro de largo, de hecho siendo uno de los dinosaurios más pequeños, pesaba 20 kilogramos, su dieta eran las plantas y fue encontrado en Shandong, China, Asia. Es probable que Micropachycephalosaurus haya tenido piel rayada para poder camuflarse entre las plantas. Micropachycephalosaurus vivía en el sotobosque, es decir, a ras del suelo. En lugar de engullir muchos vegetales, mordisqueaba hojas y raíces y ya que los dinosaurios grandes no veían la comida, tenían comida de sobra. Su período fue el Cretácico tardío, 77 millones de años atrás.

## Descubrimiento e investigación
Los restos del micropaquicefalosaurio fue encontrado en sedimentos de la Serie Wangshi, en Laiyang Co, en Shandong, provincia de China. Fue descrito en 1978 por el paleontólogo chino Zhiming Dong, con una sola especie M. hongtuyanensis.

## Clasificación

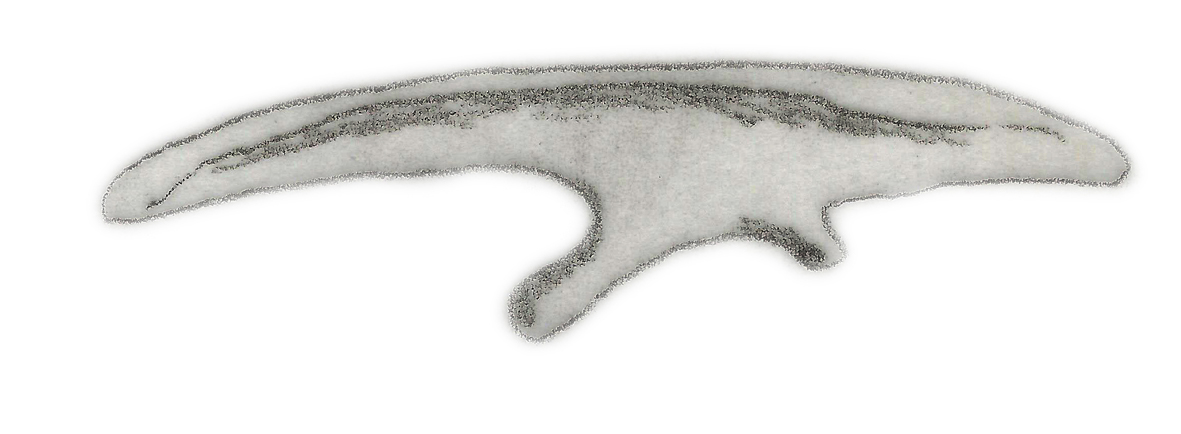
Dibujo del hueso ilion.

Micropachycephalosaurus se clasifica por su cráneo que no es abovedado, mantiene una ventana supratemportal abierta, y un hueso cuadrado débil anteriormente descendido se reconoce como de la familia Homalocephalidae. Sin embargo, nueva evaluación de la familia Pachycephalosauridae por parte de Sullivan en 2006 echa duda sobre esta asignación. Posteriores estudios de los especímenes fósiles originales por Butler y Zhao en 2008 también no ha podido encontrar alguna característica para ligar a Micropachycephalosaurus a los paquicefalosaurianos. La única pieza de evidencia que podría proporcionar este acoplamiento, el supuesto techo del cráneo engrosado, faltaba de la colección fósil que los científicos examinaron, por lo que no se podría utilizar para apoyar o para refutar su clasificación original. Butler y Zhao por lo tanto la clasificaron como miembro indeterminado del Cerapoda. En 2011, el análisis cladístico realizado por Butler et al. demostraron que Micropachycephalosaurus es un miembro basal de la Ceratopsia.